# Cyclaspis testudinum
Cyclaspis testudinum är en kräftdjursart som beskrevs av John Todd Zimmer 1943. Cyclaspis testudinum ingår i släktet Cyclaspis och familjen Bodotriidae. Inga underarter finns listade i Catalogue of Life.